# Wambrechies
Wambrechies (flämisch: Wemmersijs) ist eine französische Stadt im Département Nord in der Region Hauts-de-France mit 10.984 Einwohnern (Stand 1. Januar 2022). Sie gehört zum Arrondissement Lille und zum Gemeindeverband Métropole Européenne de Lille.

## Geografie
Die Stadt Wambrechies liegt an der kanalisierten Deûle im Norden des großstädtischen Verdichtungsraums um die Stadt Lille und ist auch Teil des Arrondissements Lille. Im Osten des Stadtgebietes hat Wambrechies einen Anteil am Flugplatz Lille-Marcq-en-Barœul. Am südöstlichen Stadtrand verläuft die Autobahn M 652, die als Nordostumgehung von Lille die Autobahnen A 22 und A 25 miteinander verbindet.

### Angrenzende Gemeinden
| Quesnoy‑sur‑Deûle | Linselles                                   |         |
| Verlinghem        | Kompassrose, die auf Nachbargemeinden zeigt | Bondues |
|                   | Marquette‑lez‑Lille                         |         |

## Bevölkerungsentwicklung
| Jahr                       | 1962 | 1968 | 1975 | 1982 | 1990 | 1999 | 2011 | 2021   |
| -------------------------- | ---- | ---- | ---- | ---- | ---- | ---- | ---- | ------ |
| Einwohner                  | 6031 | 5845 | 7894 | 8152 | 8250 | 8552 | 9705 | 10.798 |
| Quellen: Cassini und INSEE |      |      |      |      |      |      |      |        |

## Etymologie und Geschichte
Der Ortsname Wambrechies geht wohl auf eine germanische Flurbezeichnung Wambreck zurück, wobei die Silbe -breck ein Hinweis auf Brachland sein soll. Die erste schriftliche Erwähnung von Wambrechies findet sich in einem Schriftstück aus dem Jahr 1110 über die Abgabe von Altareinkünften aus Wambrechies an das Stiftskapitel Saint-Pierre in Lille, unterzeichnet vom Bischof von Tournai.

## Sehenswürdigkeiten
- Kirche Saint-Vaast
- Schloss Château de Robersart
- deutscher Soldatenfriedhof Wambrechies mit mehr als 2300 Gräbern von Gefallenen aus dem Ersten Weltkrieg
- Frühere Spinnerei La Linière de Wambrechies, (Monument historique)
- Distillerie Claeyssens, eine Geneverbrennerei, die aus der Gründerzeit des Betriebs noch vorhandenen Gebäude stehen heute unter Denkmalschutz

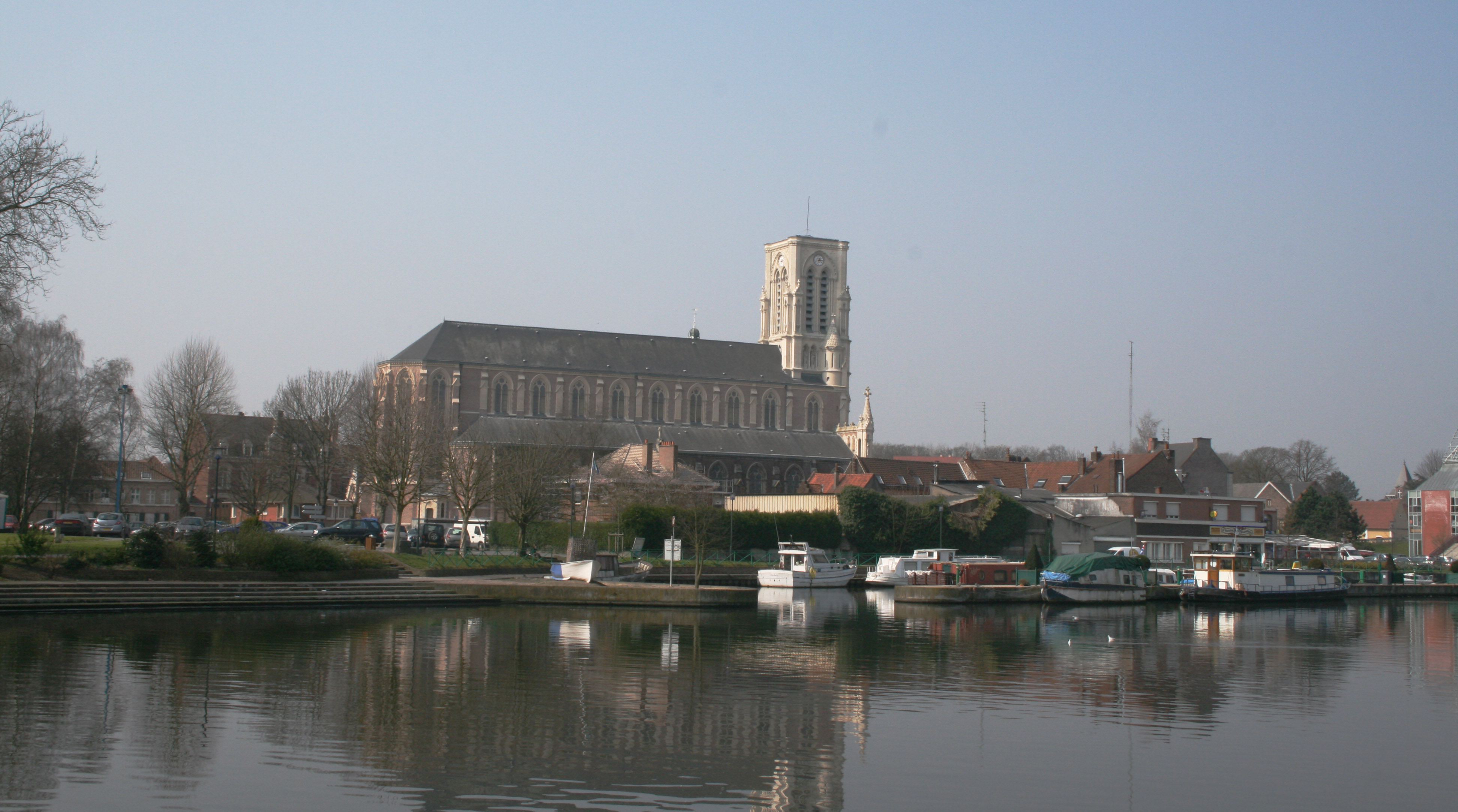
Kirche Saint-Vaast
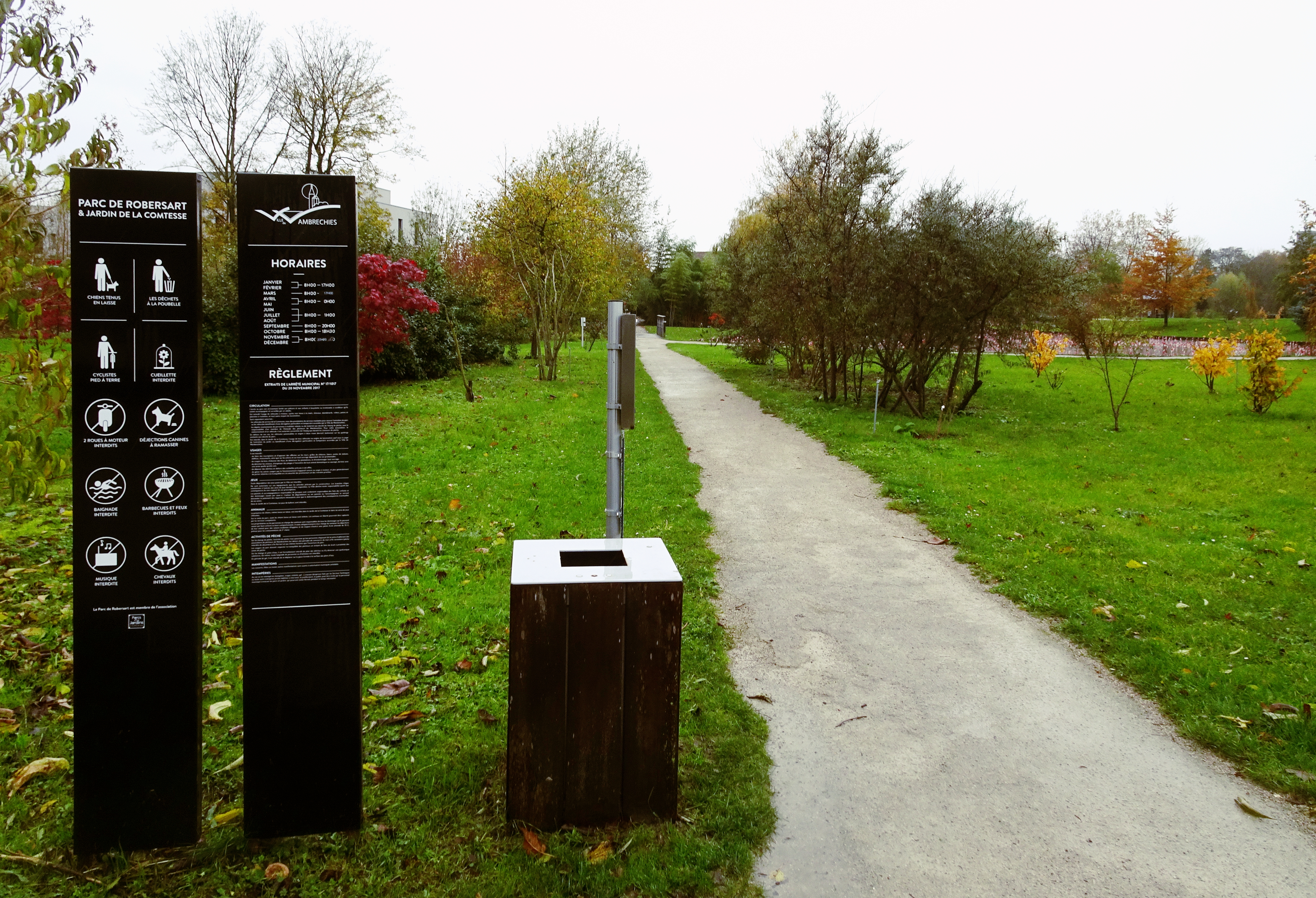
Eingang zum Schlosspark
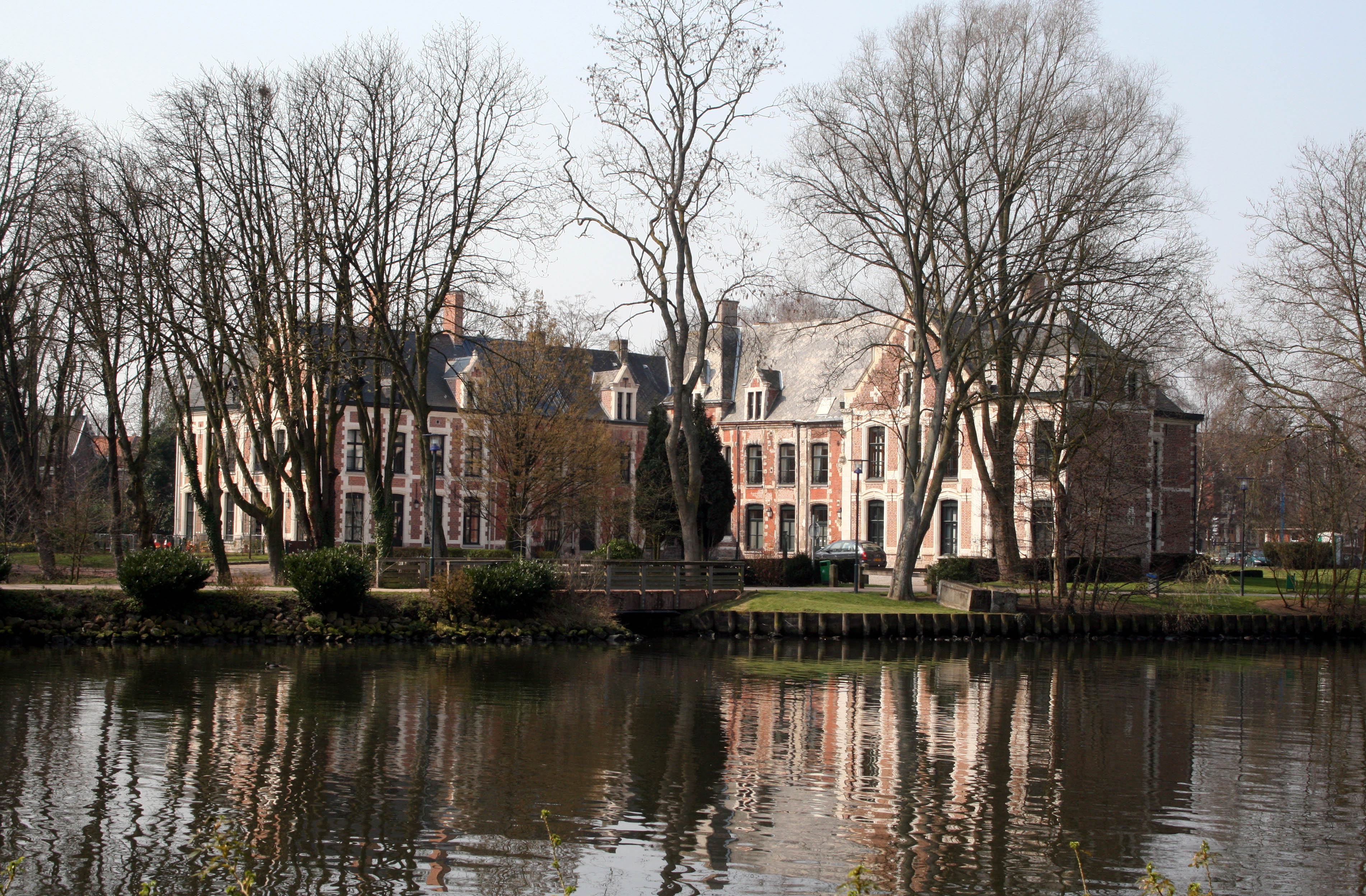
Château de Robersart
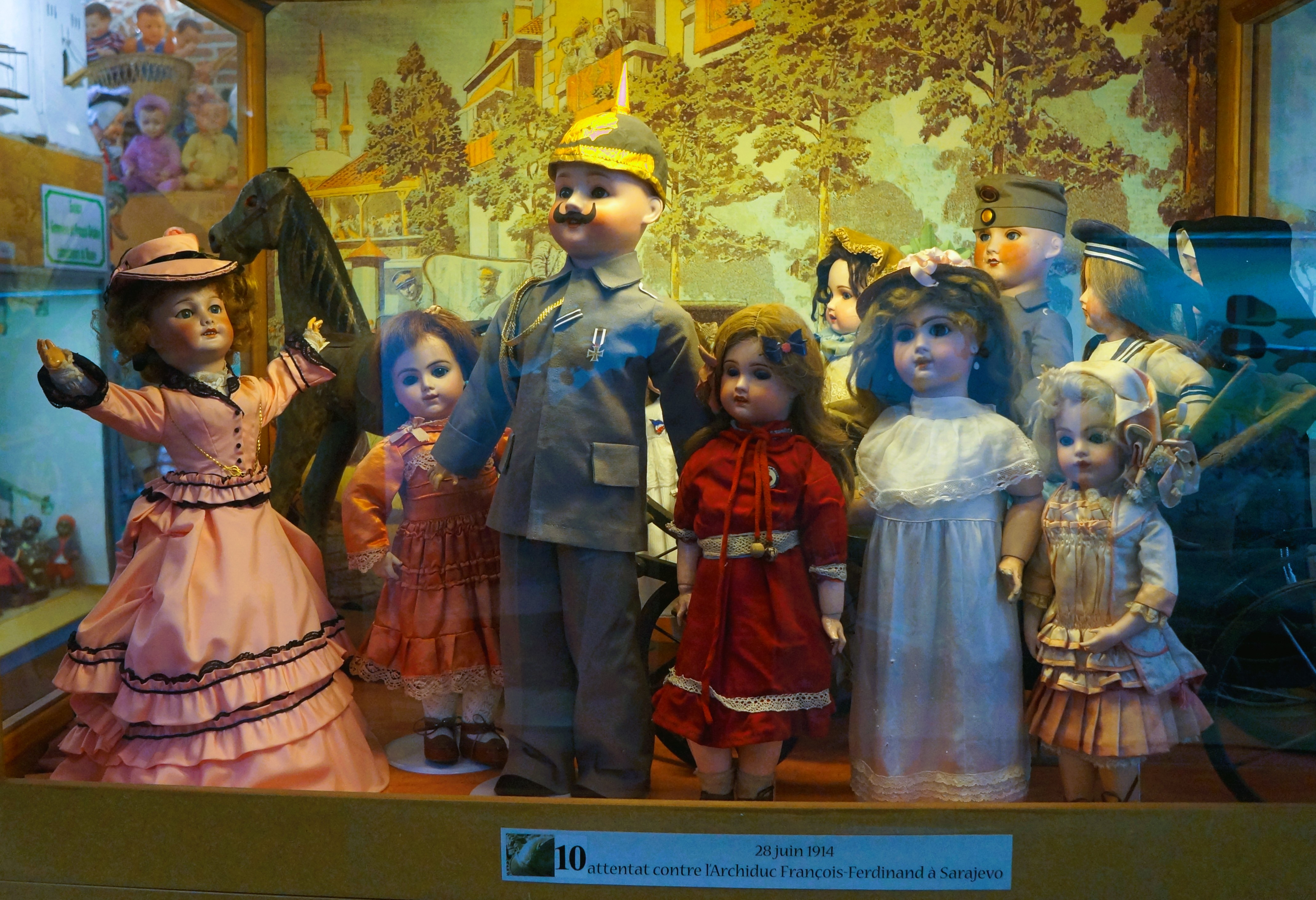
Museum für Puppen und altes Spielzeug

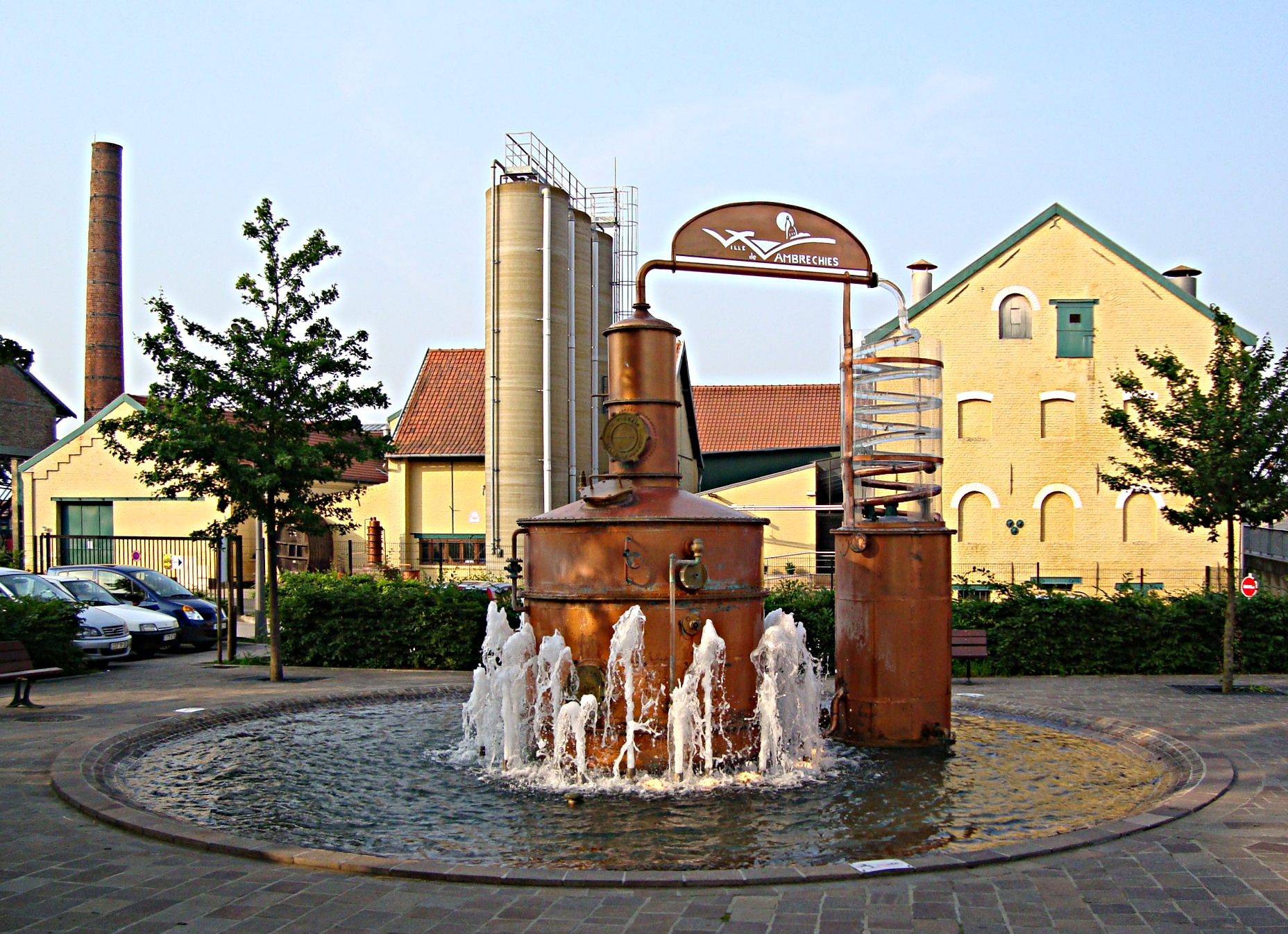
Distillerie Claeyssens
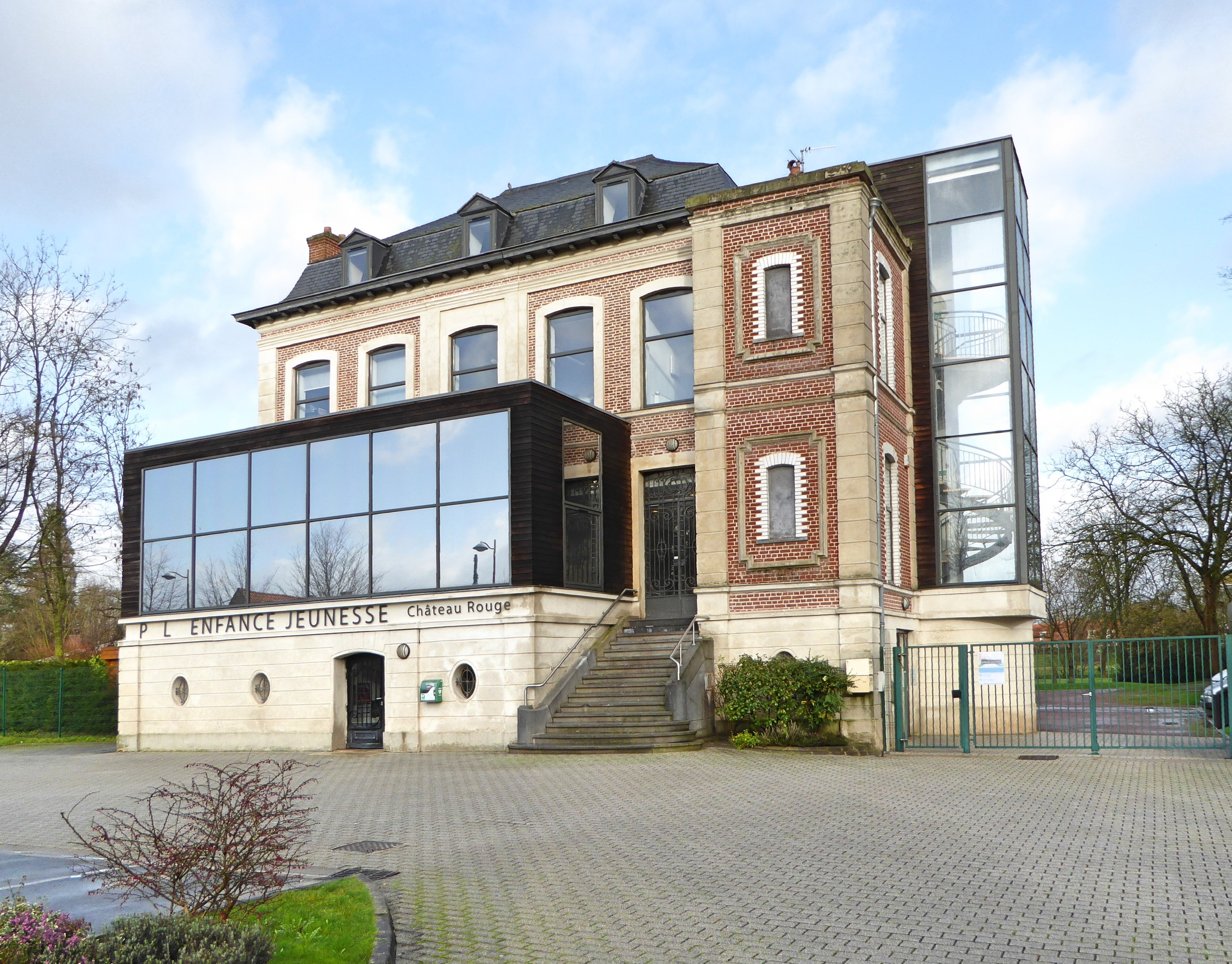
CCAS (Rotes Schloss)
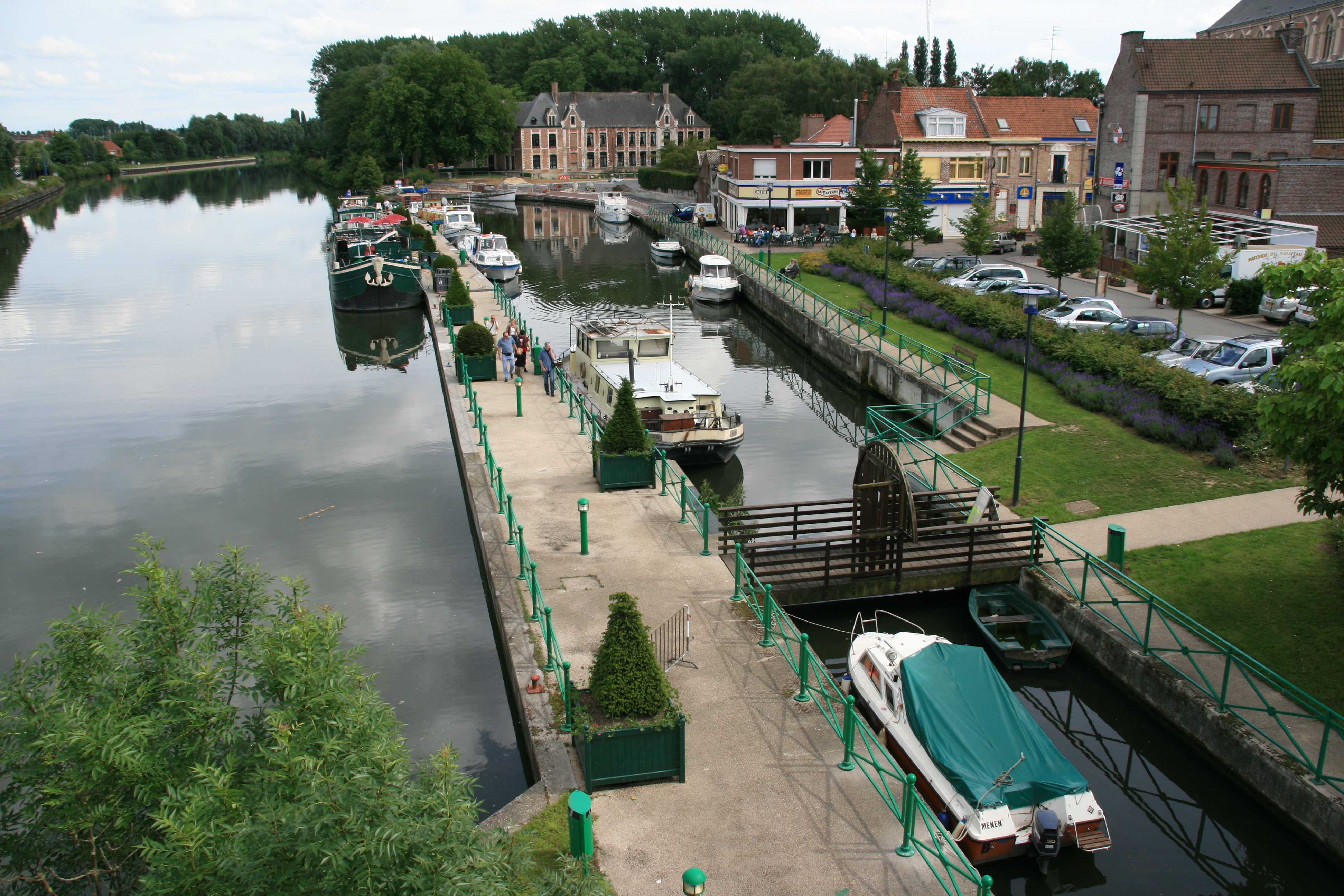
Hafen von Wambrechies
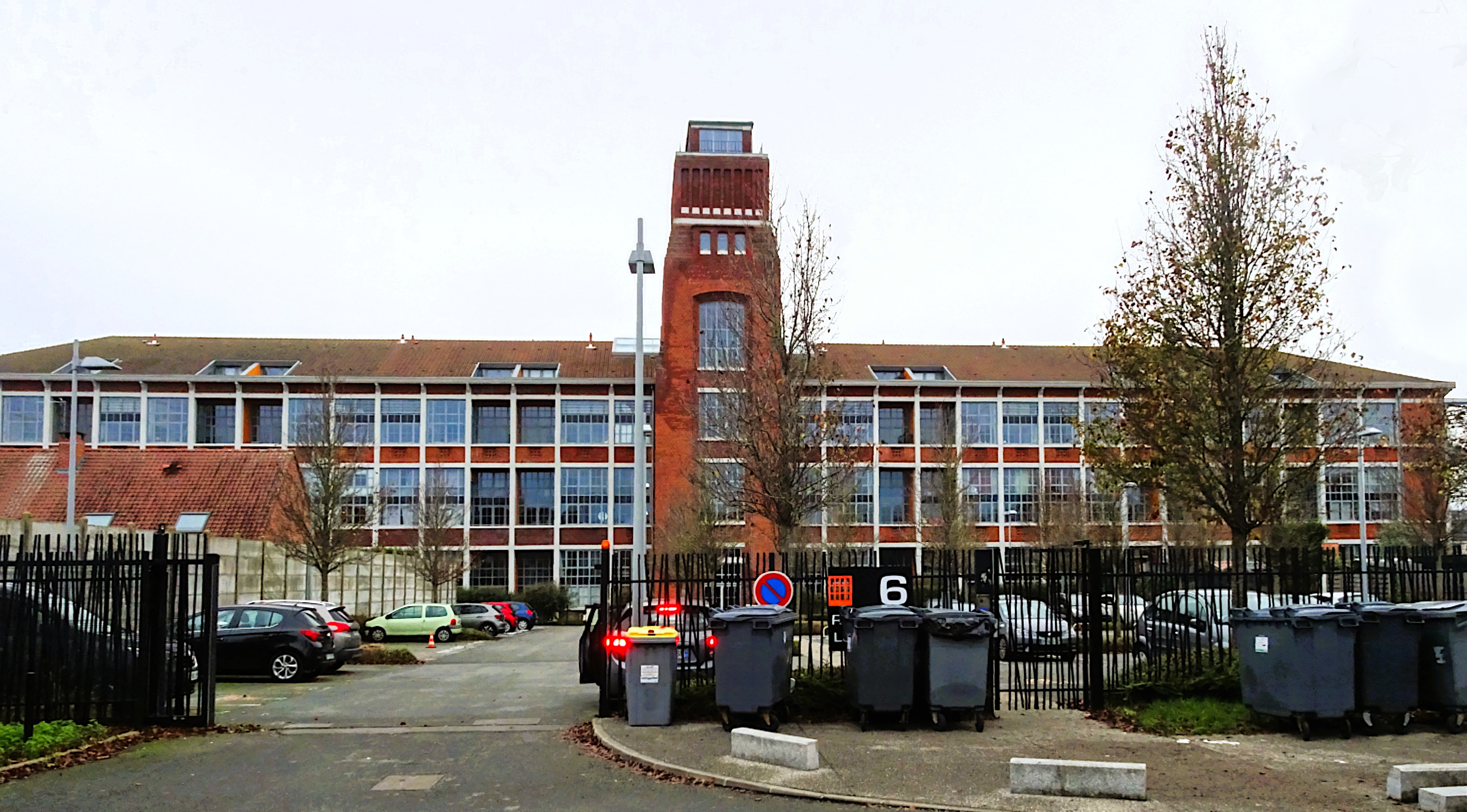
Spinnerei La Linière

## Städtepartnerschaften
Seit 1972 besteht eine Städtepartnerschaft mit der deutschen Stadt Kempen. Mit Buggenhout in Flandern bestehen freundschaftliche Beziehungen.

## Persönlichkeiten
- Marie-Christine Debourse (* 1951), Leichtathletin